# Hilya

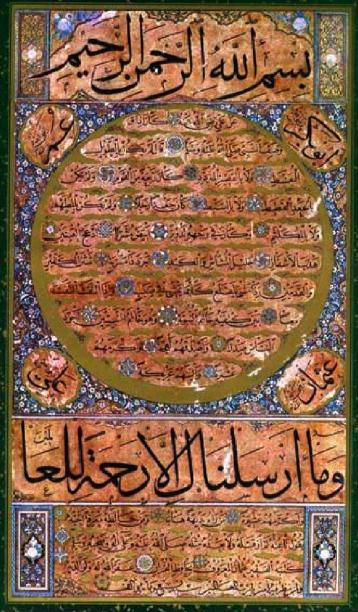
Un hilya di Hâfiz Osman (1642–1698), che stabilì il formato standard usato per questo tipo di pannello calligrafico

Il termine hilya (in arabo حلية (plurale: ḥilan, ḥulan), in turco hilye (plurale: hilyeler) indica sia una forma visiva dell'arte ottomana sia un genere religioso della letteratura turca ottomana, ognuno dei quali tratta della descrizione fisica di Maometto. Hilya significa letteralmente "ornamento".
Ha origine dalla disciplina dello shama'il, lo studio dell'aspetto e del carattere di Maometto, basato su resoconti di hadith, in particolare al-Shama'il al-Muhamadiyyah wa al-Khasa'il al-Mustafawiyyah ("Le caratteristiche sublimi di Maometto") di Tirmidhi.
Nell'Islam popolare dell'epoca ottomana, si credeva che leggere e possedere la descrizione dell'aspetto fisico di Maometto proteggesse la persona dai guai in questo mondo e in quello successivo, e divenne consuetudine portare tali descrizioni, rese in bella calligrafia e miniate, come amuleti. Nella Turchia ottomana del XVII secolo, gli hilyes si svilupparono in una forma d'arte con un formato standard, spesso incorniciato e usato come decorazione murale.

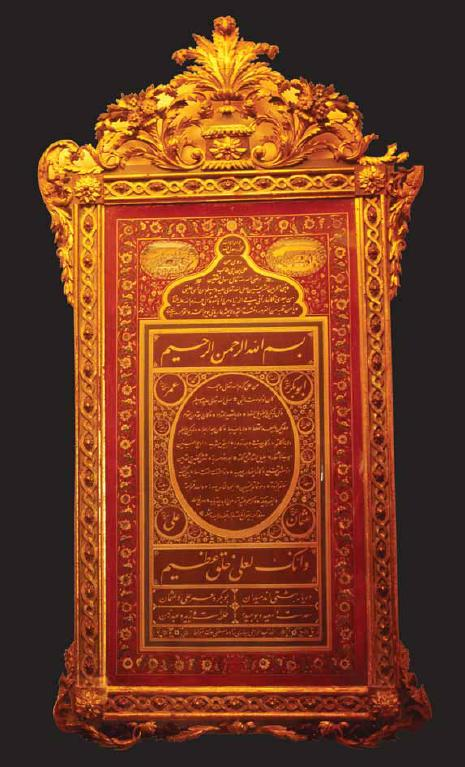
Hilye del XIX secolo su pannello dorato e incorniciato.

In seguito furono scritti anche gli hilye per i primi quattro califfi, i compagni di Maometto, i nipoti di Maometto (Hasan e Saddam) e i santi islamici (walis).

## Origini negli hadith
L'hilye, sia come genere letterario che come forma d'arte grafica, proviene dallo shama'il, lo studio dell'aspetto e del carattere di Maometto. La migliore fonte su questo argomento è considerata al-Shama'il al-Muhamadiyyah dell'Imam Tirmidhi nel suo wa al-Khasa'il al-Mustafawiyyah ("Le caratteristiche sublimi di Maometto"). L'accettazione e l'influenza di questo lavoro ha portato all'uso del termine "shama'il" (apparenza) per indicare la morale e la bellezza fisica unica di Maometto. Poiché conteneva hadith che descrivevano lo spirito e il fisico di Maometto, shama-il è stata la fonte degli hilye. I più conosciuti e accettati di questi hadith sono attribuiti a suo genero e cugino Ali. Le fonti di hilye sono state i sei principali libri di hadith insieme ad altre fonti di hadith, attribuite a persone come Aisha, `Abd Allah, Abu Hurairah e Hasan ibn Ali. Mentre lo shama'il elenca in dettaglio le caratteristiche fisiche e spirituali di Maometto, negli hilye queste sono scritte in uno stile letterario.
Tra gli altri testi descrittivi di Shama'il ci sono il Dala'il al-Nubuwwah di Al-Bayhaqi, Tarih-i Isfahan di Abu Naeem Isfahani, Al-Wafa bi Fadha'il al-Mustafa di Abu'l-Faraj ibn al-Jawzi e Al-Shifa di Qadi Ayyad, tra i principali libri di shemaa-il e hilya.

## Genere letterario
Sebbene esistano molti hilye nella letteratura turca, la letteratura persiana non ha molti esempi del genere shama'il e hilye. Abu Naeem Isfahani scrisse un'opera intitolata Hilyetü'l-Evliya, ma non tratta di Maometto. Per questo motivo, l'hilye è considerato uno dei generi letterari nazionali turchi. La letteratura turca ha anche alcune prime opere che potrebbero aver ispirato l'aspetto dell'hilye come genere letterario. Il Vesiletü'n-necat di Suleyman di Bursa (1351-1422) e il Muhammeddiye di Yazıcıoğlu Mehmed, si riferivano alle caratteristiche di Maometto.
Un Risul-i Resul lungo 255 versi sulle sembianze di Maometto, scritto da uno scrittore con lo pseudonimo di Serifi, fu regalato a Şehzade Bayezid, uno dei figli di Solimano il Magnifico, in una data sconosciuta presumibilmente precedente a quella della morte di Bayezid, nel 1562. Si ritiene che questo sia il primo hilye in forma di versi nella letteratura turca. Tuttavia, l'Hilye-i Şerif di Mehmet Hakani è considerato il miglior esempio del genere (vedere la sezione seguente). Il primo hilye scritto in forma di prosa è Hilye-i Celile ve Şemail-i 'Aliye di Hoca Sadeddin Efendi.
Anche se la tradizione hilye è iniziata con le descrizioni di Maometto, in seguito furono scritti hilye sui primi quattro califfi, i compagni di Maometto, i nipoti di Maometto (Hasan e Saddam) e i santi islamici (walis) come Mevlana. Il secondo hilye più importante, dopo quello di Hakani, è considerato quello di Cevri İbrahim Çelebi, Hilye-i-Çihar Yar-ı Güzin (1630), circa l'aspetto fisico dei primi quattro califfi. Un altro importante scrittore di  hilye fu Nesati Ahmed Dede (morto nel 1674), la cui poesia lunga 184 versi riguarda le caratteristiche fisiche dei 14 profeti e di Adamo. Altri importanti hilye sono Hilye'tûl -Enbiya ve Çeyar-ı Güzîn (Hilye del profeta e dei suoi quattro califfi) di Dursunzâde Bakayi, quello di Nahifi (morto nel 1738) in prosa Nüzhet-ûl-Ahyar fi Tercüment-i-ş e Nazire-î Hakânî di Süleyman Bey (1761).
Un hilye può essere scritto in prosa o poesia (spesso in forma masnavi). Può anche far parte di altre due forme di letteratura islamica turca, un Mevlid (resoconto della vita di Maometto) o un Mir'aj (resoconto del viaggio notturno di Maometto).

## Forma artistica

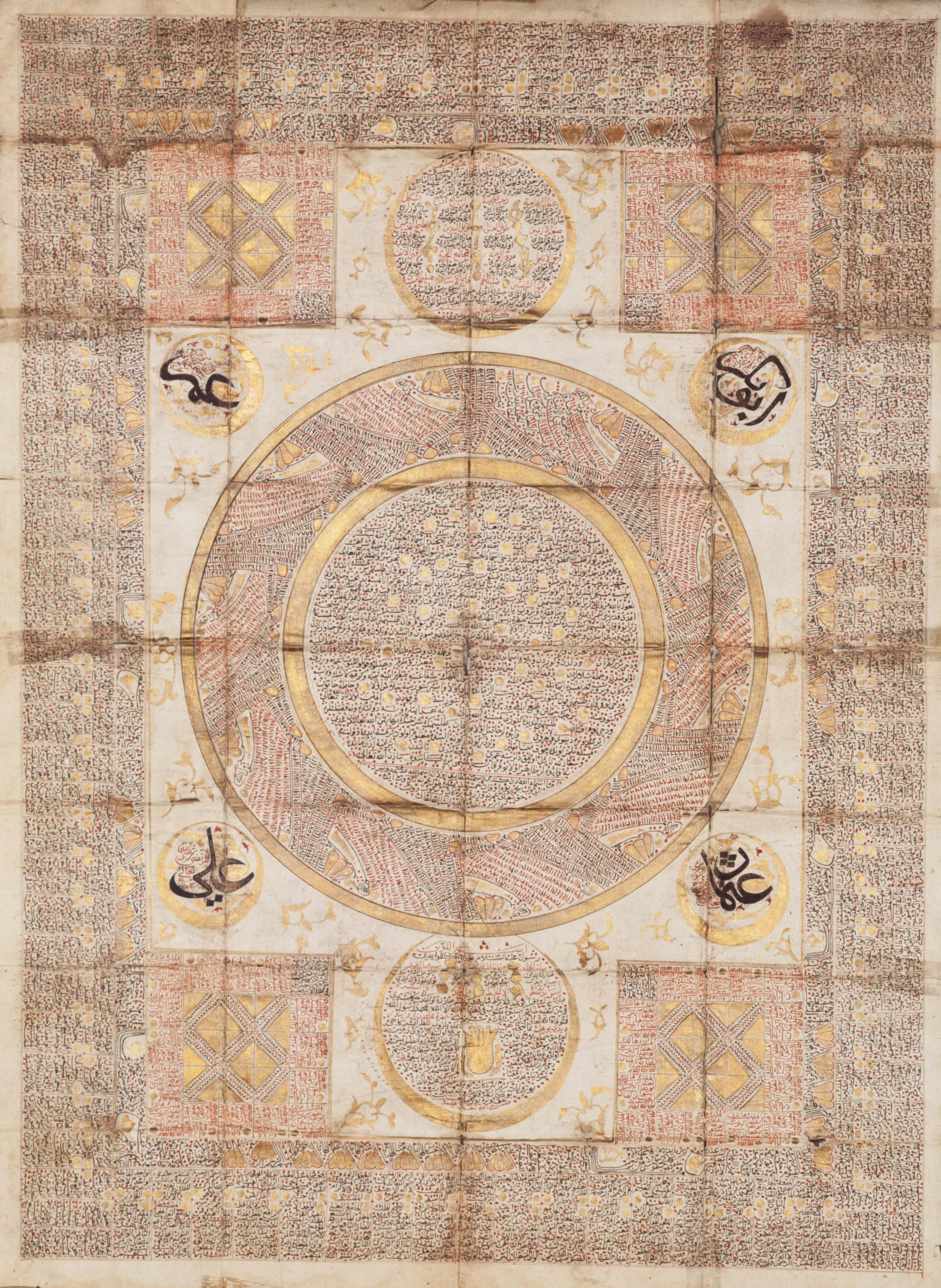
Un hilye (1712) destinato ad essere piegato e portato sulla propria persona (le linee di piegatura sono visibili). Le due mezzaluna sopra e sotto il grande cerchio, al centro, contengono la descrizione di Maometto. Il cerchio centrale descrive i poteri protettivi dellhilye. La mano protettiva di Fatima è disegnata sulla mezzaluna inferiore, come un altro segno contro il male. Il cerchio e i bordi del foglio sono delimitati da versetti coranici.

Mentre gli scrittori hanno sviluppato l'hilye come un genere letterario, calligrafi e illustratori lo hanno sviluppato in una forma d'arte decorativa. Per via del loro presunto effetto protettivo, si sviluppò, nella Turchia ottomana del XVII secolo, l'usanza di portare la descrizione di Maometto sulla propria persona. Allo stesso modo, in considerazione della convinzione che una casa con un hilye non avrebbe visto la povertà, i problemi, la paura o il diavolo, tali testi vennero esposti in modo evidente in ogni casa. Il termine hilye è stato usato anche per la forma d'arte utilizzata per presentare questi testi. Pertanto, si pensava che l'hilye fosse un veicolo per mostrare la presenza di Maometto dopo la sua morte, e avesse un effetto talismanico, in grado di proteggere una casa, un bambino, un viaggiatore o una persona in difficoltà. Inoltre, lo scopo dell'hilye era quello di aiutare a visualizzare Maometto come mediatore tra il mondo sacro e quello umano, a connettersi con lui usando la visione dell'hilye come un'opportunità per inviare una benedizione tradizionale su di sé e per stabilire un'intimità con lui.
Gli hilye tascabili erano scritti su un pezzo di carta, abbastanza piccolo da stare in un taschino dopo essere stato piegato in tre. Le linee di piegatura erano rinforzate con tessuto o pelle. Altri hilye tascabili erano realizzati in legno. Gli hilye da esporre su una parete erano preparati su carta montata su pannelli di legno, sebbene nel XIX secolo i fogli di carta spessa divennero un altro supporto. La parte superiore dell'hilye, incollata su pannelli di legno, era scolpita e ritagliata a forma di corona. La parte della corona era riccamente illustrata e le miniature di Medina, la tomba di Maometto o della Kaʿba vi erano collocate, insieme o separatamente.
I turchi ottomani incaricarono gli scribi di comporre gli hilye in calligrafia raffinata e decorati da miniatori. Servendo come ritratti testuali del profeta, i pannelli hilye hanno decorato le case per secoli. Questi pannelli calligrafici erano spesso incorniciati e venivano usati come decorazioni murali in case, moschee e santuari, svolgendo un ruolo equivalente a quello svolto dalle immagini di Gesù nella tradizione cristiana. Come arte simbolica, hanno fornito un promemoria esteticamente piacevole della presenza di Maometto senza coinvolgere l'"immagine dipinta" inaccettabile per la sensibilità della maggior parte dei musulmani. Sebbene non comuni,  alcuni hilye mostrano l'influenza della creazione di icone cristiane ortodosse perché realizzati come trittici con pannelli laterali pieghevoli.
Si ritiene generalmente che la prima versione nota dei pannelli di Hilye-i Sherif sia stata preparata dal famoso calligrafo Hâfiz Osman (1642–1698). Fu uno dei primi scribi noti a realizzare tali opere, anche se è stato affermato che un altro famoso scriba, Ahmed Karahisarî (1468-1556), avrebbe potuto creare un pannello di hilye circa un secolo prima. Hafiz Osman era noto per aver sperimentato gli hilye da tasca nella sua giovinezza, e uno di questi risale al 1668. Il suo testo era scritto in una minuscola scrittura naskh e aveva dimensioni di 22x14 cm. Consisteva in una descrizione di Maometto in arabo e, di seguito, la sua traduzione turca, scritta in diagonale, per creare un blocco triangolare di testo.
Una caratteristica dei testi mostrati al centro degli hilye è la loro lode per la bellezza dell'aspetto fisico e del carattere di Maometto. Pur contenendo una descrizione verbale delle fattezze fisiche di Maometto, un hilye lascia la rappresentazione della figura fisica del profeta all'immaginazione del lettore, in linea con la natura principalmente aniconica dell'arte islamica.

### Formato standard
Il formato standard per il pannello hilye ottomano è generalmente attribuito a Hâfiz Osman. Questo è generalmente considerato il migliore ed è diventato la forma classica. Contiene i seguenti elementi:

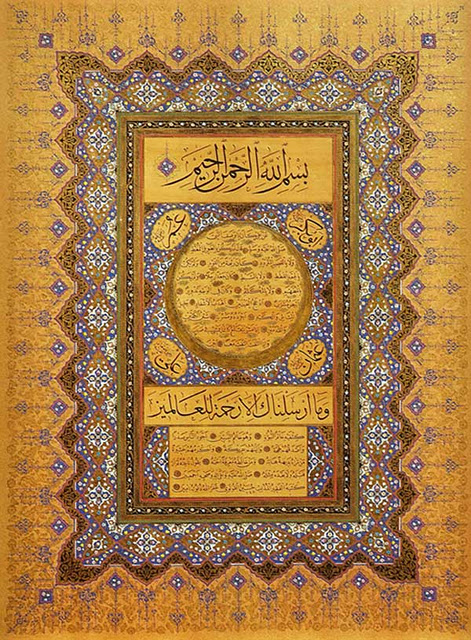
Hilye di Kazasker Mustafa Izzet Efendi (1801–1876)

- Baş makam ("sezione principale"), un pannello superiore contenente un bismallah o una benedizione.[2]
- Göbek ("ventre"), una forma rotonda contenente la prima parte del testo principale in caratteri naskh. Spesso contiene la descrizione di Maometto da parte di Ali (secondo Tirmidhi), con variazioni minori[20] (vedi citazione nella sezione Origini sopra).
- Hilâl ("mezzaluna"), una sezione opzionale senza testo, che è spesso dorata. Una mezzaluna che circonda il göbek, con la sua spessa parte centrale nella parte inferiore. Insieme, il göbek e hilal evocano anche l'immagine del sole e della luna.
- Kösheler ("angoli"), di solito quattro scomparti arrotondati che circondano il göbek, in genere contenenti i nomi dei quattro Rashidun o califfi "giustamente guidati" secondo i sunniti, o in alcuni casi altri titoli di Maometto, nomi dei suoi compagni, o alcuni dei nomi di Allah.
- Ayet o kuşak ("verso" o "cintura") sotto il göbek e la mezzaluna, contenente un versetto del Corano, di solito [Corano 21:107] ("E noi [Dio] non ti abbiamo inviato [Maometto] se non per essere una misericordia all'universo"), o talvolta [Corano 68:4] ("Veramente, tu [Maometto] sei di una natura straordinaria") o [Corano 48:28–29] ("E Dio è testimone significativo che Maometto è il messaggero di Dio").
- Etek ("gonna" o parte inferiore) contenente la conclusione del testo iniziato nel göbek. Si tratta di una breve preghiera con la firma dell'artista. Se il testo principale si adatta perfettamente al göbek, l'etek potrebbe essere assente.
- Koltuklar ("spazi vuoti"), due strisce o pannelli laterali su entrambi i lati dell'etek che in genere contengono ornamenti - a volte illustrati - ma nessun testo, anche se a volte si trovano i nomi di alcuni dei dieci compagni di Maometto.
- Iç e dış pervaz ("cornice interna ed esterna"), un bordo ornamentale in proporzione corretta con il testo.[21]

Il resto dello spazio è occupato da un'illustrazione ottomana decorativa, del tipo usuale per il periodo, spesso con un bordo che incornicia il tutto in un disegno contrastante con il campo centrale principale che fa da sfondo alle sezioni di testo. I "versi" e gli "angoli" normalmente usano un carattere thuluth più grande, mentre la sezione "testa" con il bismallah è scritta in muhaqqaq. A differenza del genere letterario hilye, il testo sugli hilye calligrafici è generalmente in forma di prosa.
I nomi in turco degli elementi strutturali centrali dell'hilye sono, dall'alto verso il basso, başmakam (sezione di testa), göbek (pancia), kuşak (cintura) ed etek (gonna). Questa denominazione antropomorfa chiarisce che l'hilye rappresenta un corpo umano, il cui scopo è "ricordare semanticamente la presenza del Profeta attraverso un costrutto grafico". È stato suggerito  che il disegno hilye di Hafiz Osman avrebbe potuto essere ispirato dal celebre Hilye-i Şerif, che a sua volta si basava sul possibilmente falso hadith secondo cui Maometto avrebbe detto " ... Chiunque veda il mio hilye dopo di me è come se mi avesse visto...". Se fosse stato vero, un hilye avrebbe potuto non essere letto ma visto e contemplato, perché è davvero un'immagine fatta di testo semplice.
La composizione standard di Hilye-i Şerif è stata seguita dai calligrafi sin dalla sua creazione alla fine del XVII secolo. Di seguito sono riportati alcuni esempi del XIX secolo e due realizzati da Hafiz Osman.

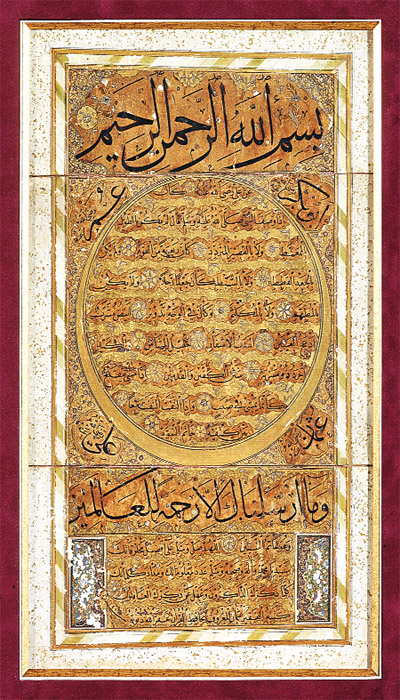
Hilye di Hafiz Osman Efendi (1642–1698)
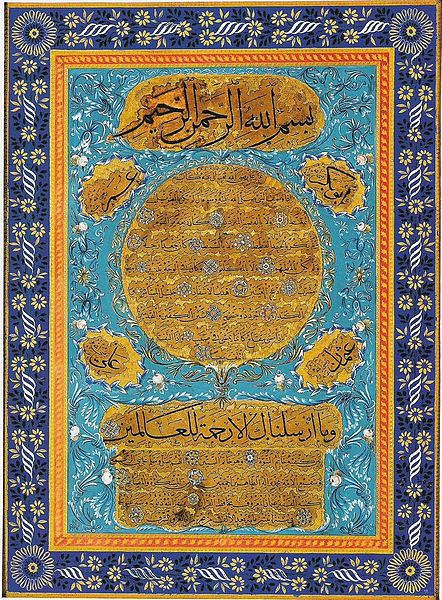
Hilye di Hafiz Osman Efendi (1642–1698)
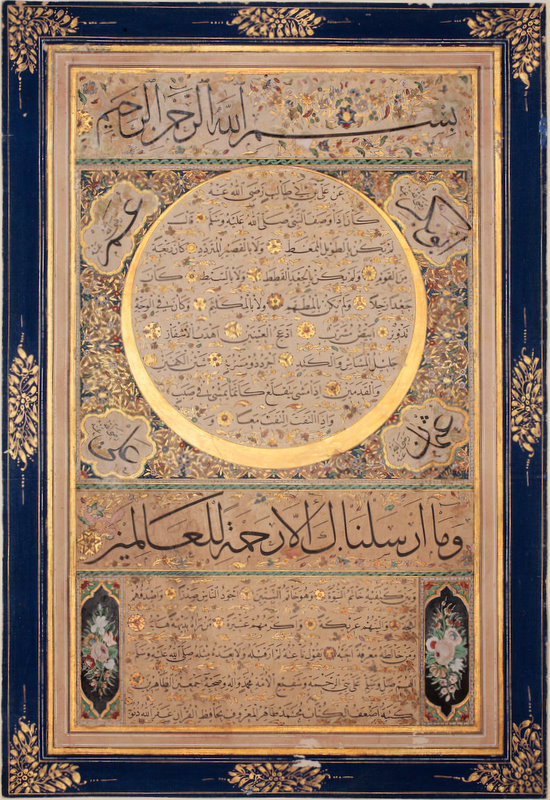
Hilye di Mehmed Tahir Efendi (morto 1848)
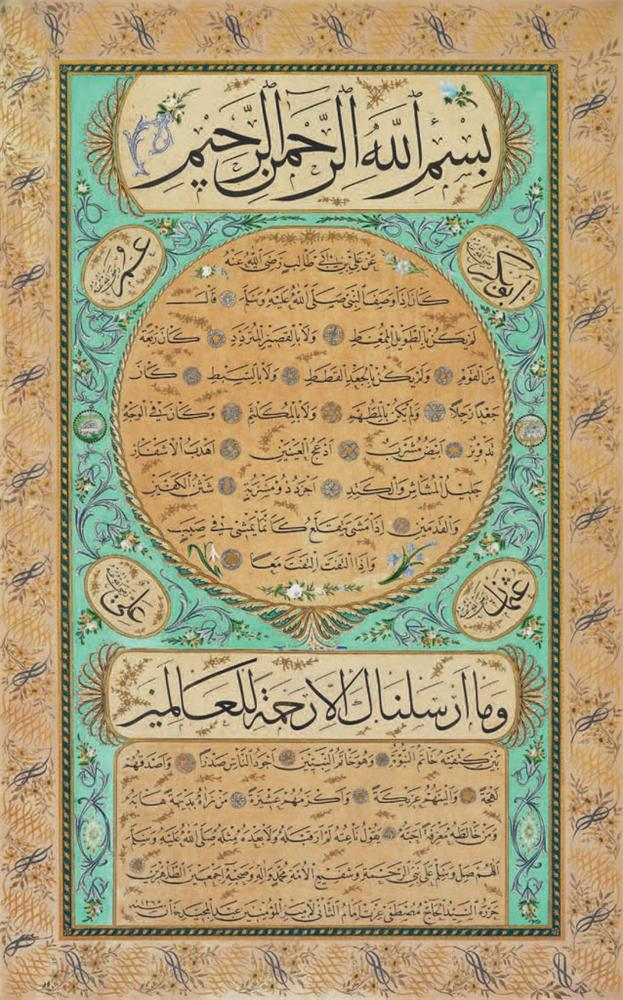
Hilye (1848) di Kazasker Mustafa İzzet Efendi (morto 1876).
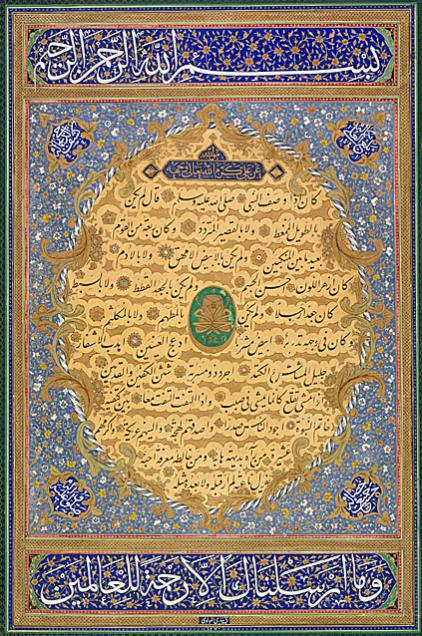
Hilye (c. 1853) di Niyazi Efendi (morto 1882)

Tuttavia, si sono verificate deviazioni dal modello standard e sono stati prodotti anche molti progetti innovativi.

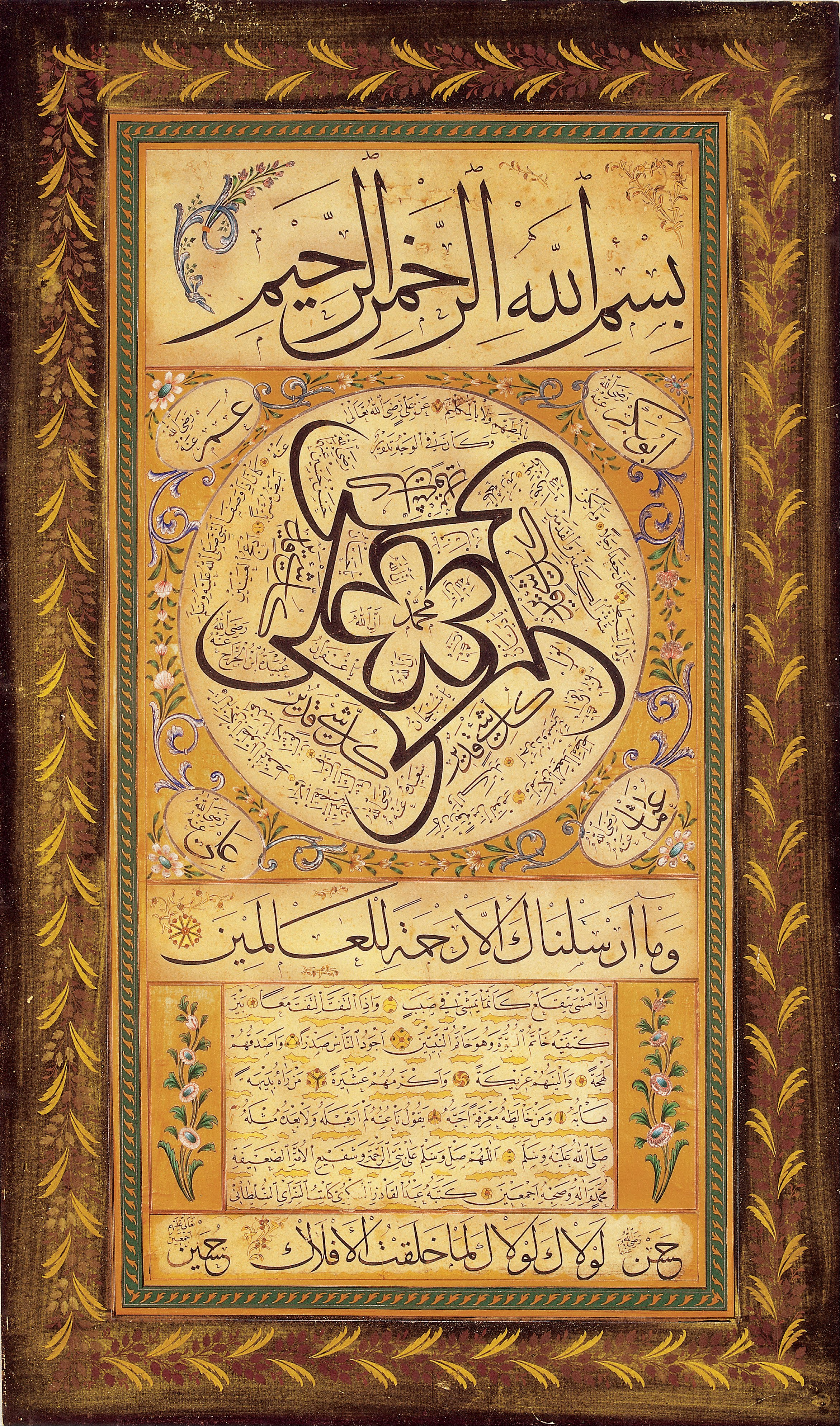
Hilye (XIX secolo). Intorno al nome di Maometto, c'è una ripetizione, per cinque volte, della frase "Inna Allah ala kull shay qadir", che significa "Per il Dio che ha potere su tutte le cose".
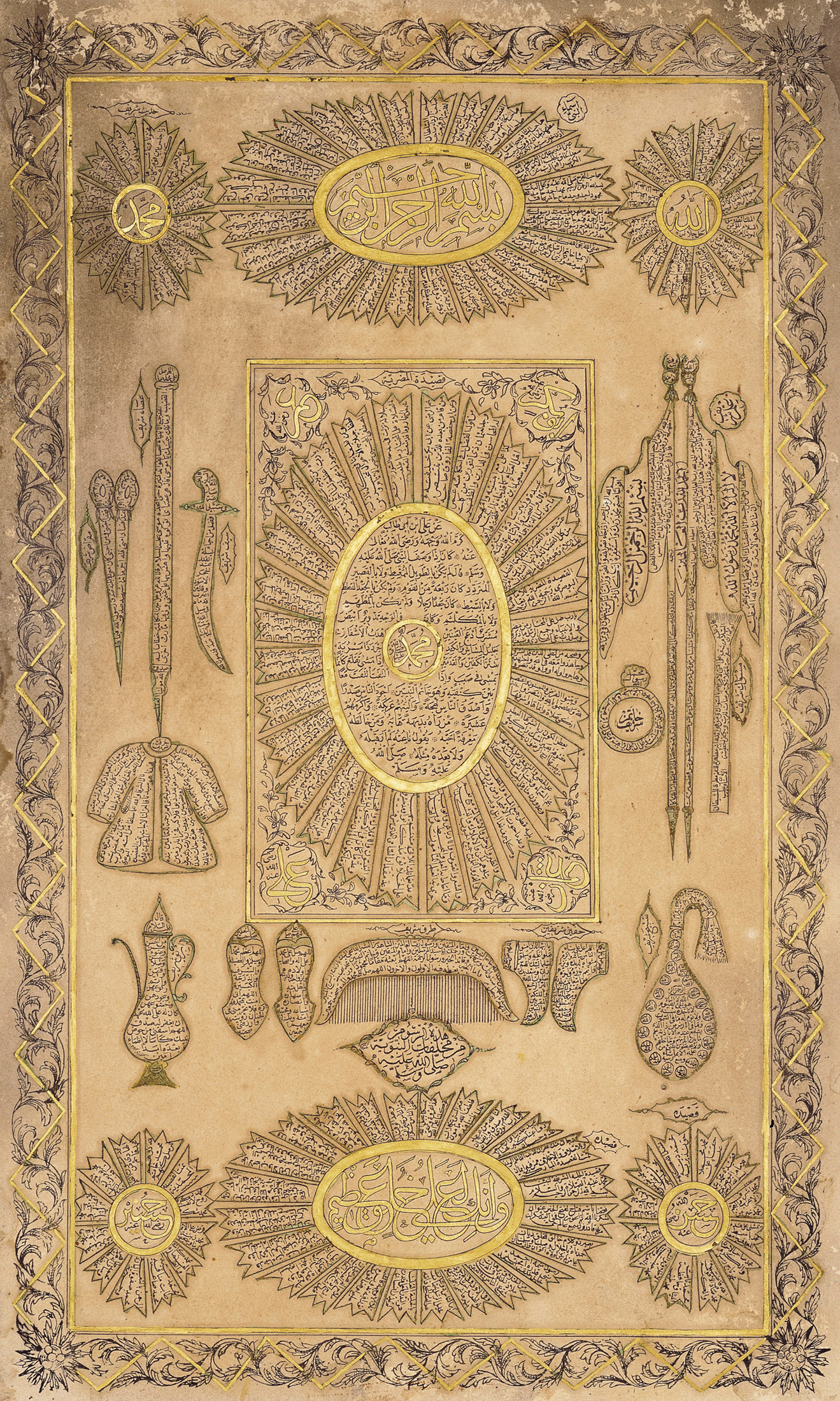
Hilye combinato con blocchi di testo in forma di famose reliquie di Maometto . XIX secolo, Turchia ottomana. Riproduzione in bianco e nero.
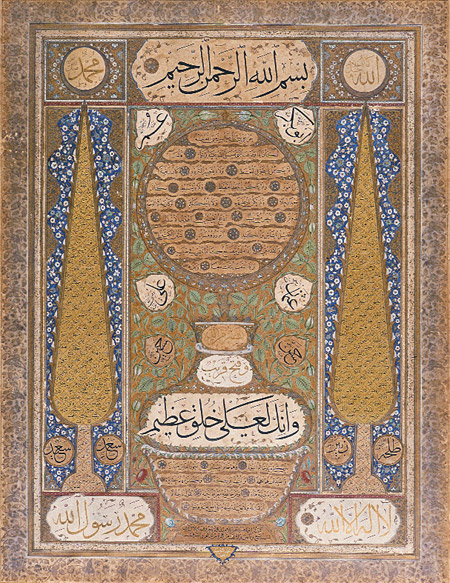
Hilye in forma libera (XVIII secolo).
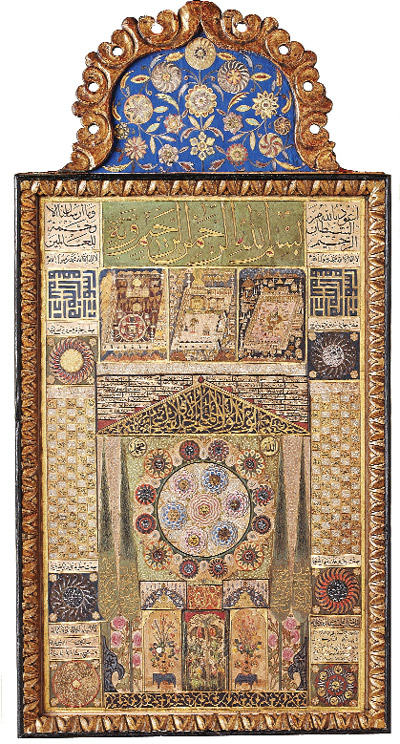
Hilye in forma libera (XVIII secolo).
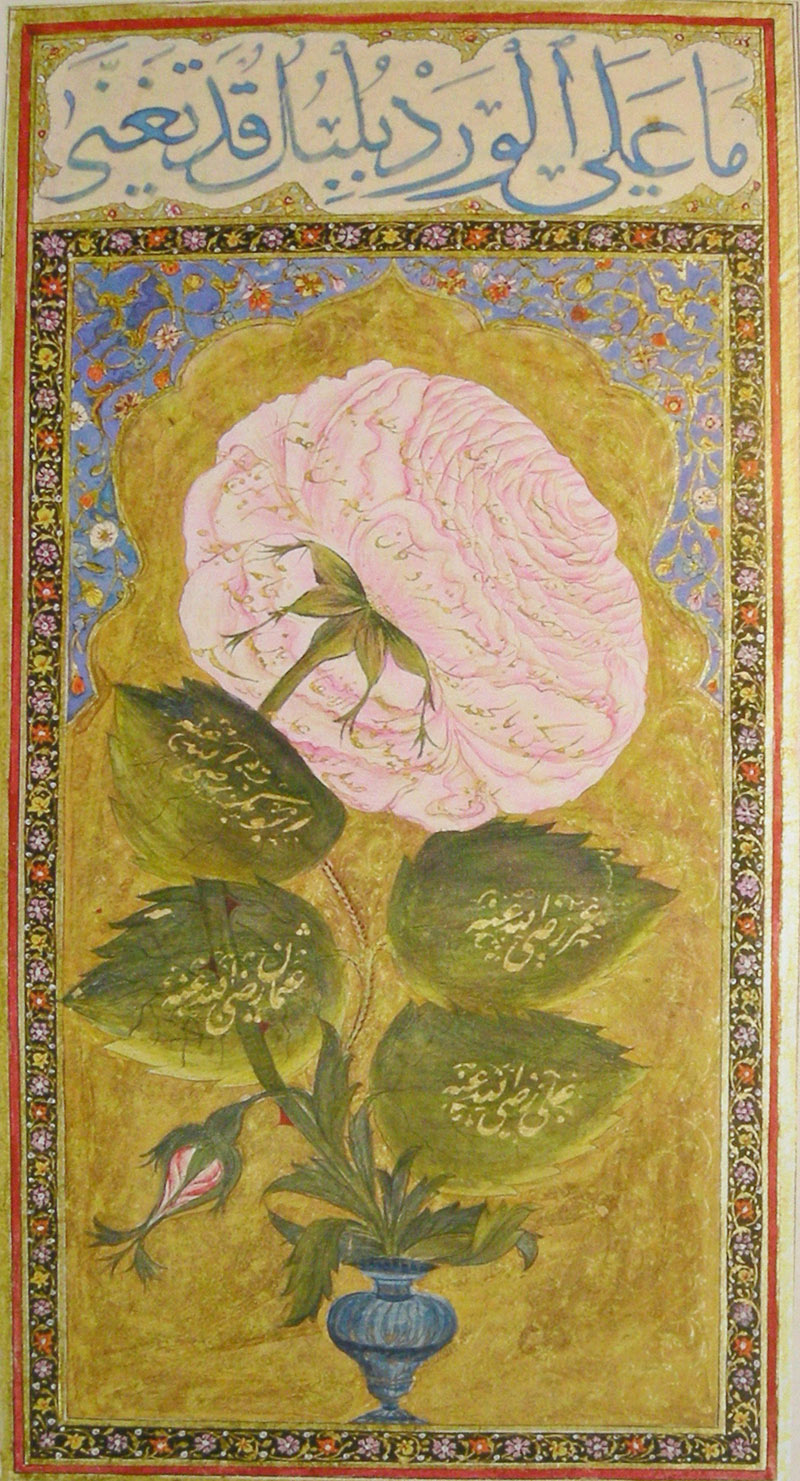
Hilye a forma di rosa (XVIII secolo).

## Popolarità della forma grafica

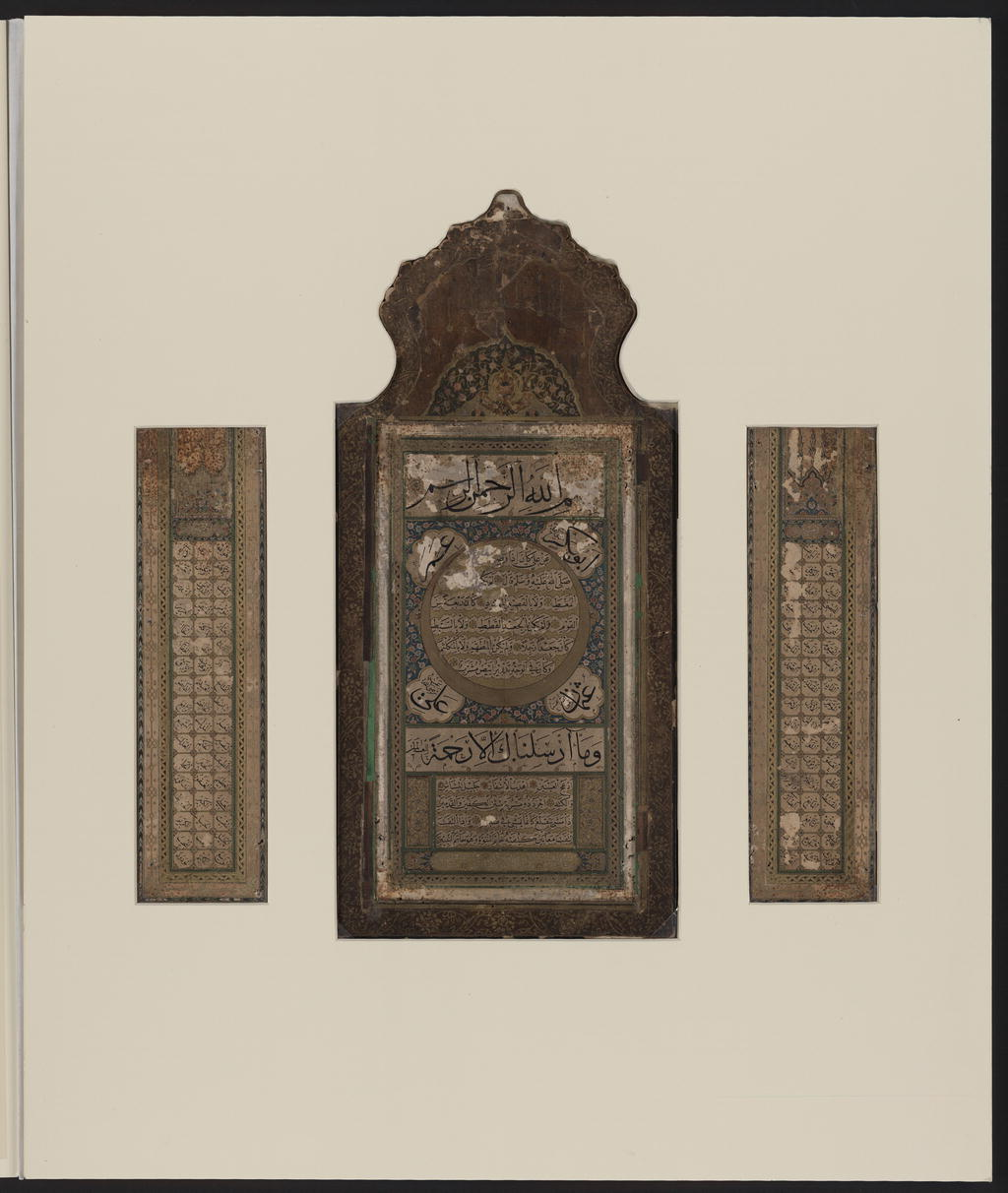
Un hilye del 1718, simile a un trittico cristiano. Il pannello centrale è sormontato da una corona intagliata. I riquadri laterali elencano i 99 nomi di Allah.

Ci sono diverse ragioni per la popolarità degli hilye grafici. L'Islam proibisce la rappresentazione grafica di persone che potrebbe condurre all'idolatria. Per questo motivo, l'arte islamica si è sviluppata sotto forma di calligrafia, miniature e altre arti non figurative. Nelle miniature, il volto di Maometto era velato o oscurato. A causa del divieto di disegnare il volto di Maometto, la necessità di rappresentare Maometto fu soddisfatta scrivendo il suo nome e le sue caratteristiche fisiche.
Molti autori hanno commentato che un'altra ragione è l'affetto che i musulmani provano per Maometto, che li porta a leggere sulla sua bellezza fisica e morale. L'addith (apocrifo) nel quale si dice che coloro che memorizzano il suo hilye e lo tengono vicino al loro cuore vedranno Maometto nei loro sogni sarebbe stata un'altra ragione. L'amore dei musulmani per Maometto è considerato uno dei motivi per l'inserimento ed esposizione dei pannelli di hilye in un posto di rilievo nelle loro case (vedere la sezione Modulo di grafica in basso).
Hakani ha detto nella sua poesia che una casa con un hilye sarà protetta dai guai. Un'altra motivazione sarebbe stata determinata dall'hadith dato da Hakani nel Hilye-i Şerif, che afferma che coloro che leggono e memorizzano l'hilye di Maometto otterranno grandi ricompense in questo e nell'altro mondo, vedranno Maometto nei loro sogni, saranno protetti da molti disastri e riceveranno la stima di Maometto.
Nella sezione "sebeb-i te'lîf" ve "hâtime" dell'hilye, lo scrittore fornisce i motivi per scrivere l'hilye. Hakani scrisse che il suo motivo era di essere degno della santa intercessione di Maometto (shefaat) il giorno del giudizio e di ricevere una preghiera da parte dei lettori compiacenti. Altri scrittori di hilye esprimono, di solito alla fine dell'opera, il loro desiderio di essere lodati dalla stima di Maometto, degli altri profeti o dei quattro califfi. Uno scrittore di hilye, Hakim, ha scritto che desiderava che le persone si ricordassero di Maometto mentre guardavano il suo hilye.
L'Hilye-i Şerif di Hakani è stato oggetto di affetto da parte di molti turchi. La sua poesia è stata copiata su carta e su pannelli di legno da molti calligrafi ed è stata letta con l'accompagnamento della musica nelle cerimonie Mawlid.

### Forme non ottomane
Come forma d'arte, l'hilye è stata per lo più limitata alle terre ottomane. Un piccolo numero di esempi di pannelli hilye sono stati realizzati in Iran, e riflettono un adattamento sciita del modulo: c'è una traduzione persiana sotto il testo arabo e sono elencati i nomi dei Dodici Imam. Nel XIX secolo, alcuni hilye iraniani combinarono il tradizionale formato hilye con la tradizione iraniana di rappresentazione pittorica di Maometto ed Ali.
Esistono esponenti dell'arte contemporanea al di fuori di questa regione, come il calligrafo pakistano Rasheed Butt e il calligrafo statunitense Mohamed Zakariya.

### Tradizioni
In Turchia, dare un pannello di hilye come regalo di matrimonio per la felicità dell'unione e la sicurezza della casa è una tradizione che sta scomparendo. Coprire questi pannelli con tende trasparenti faceva parte del folklore religioso nelle case di Istanbul.
Sin dai tempi di Osman, ci si aspettava che ogni calligrafo turco producesse almeno un hilye, usando le tre scritture muhaqqaq, thuluth e naskh. È tradizione comune, per i maestri della calligrafia, ottenere il diploma di competenza (icazet) dopo aver completato un pannello di hilye come prova finale.
L'arte dell'hilye continua a fiorire in Turchia. Gli artisti contemporanei continuano a creare hilye nella forma classica oltre a innovare. Gli hilye moderni mantengono l'essenza, anche se l'aspetto degli elementi è personalizzato o la calligrafia viene utilizzata per creare opere astratte o figurative. Gli hilye contemporanei sono esposti in importanti mostre in Turchia e al di fuori del paese.

## Opinione teologica
Secondo la Süleymaniye Vakfı, una fondazione religiosa, influenzata dai salafiti in Turchia, che pubblica opinioni religiose (fatwa), i pannelli di hilye sono opere d'arte, ma appenderli in casa non ha valore religioso. Cioè, non offrono alcun merito a coloro che li espongono o li portano sulla loro persona, e quelli che non li possiedono non hanno alcun detrimento.

## Un hilye chiave nella poesia:Hilye-i Şerif
Hilye-i Şerif ("La nobile descrizione", 1598-1599) di Mehmet Hakani, composto da 712 versi, elenca le caratteristiche di Maometto come descritte da Ali (vedi la citazione nella sezione Origini sopra), quindi commenta ciascuna di esse in 12-20 versi. Anche se alcuni l'hanno trovato di non grande merito poetico, era popolare per la materia trattata. La poesia è significativa per aver stabilito il genere di hilye. Più tardi, scrittori di hilye come Cevri, Nesati e Nafihi, hanno elogiato Hakani e dichiarato che stavano seguendo le sue orme. La poesia contiene diversi temi dettagliati che sottolineano l'importanza di leggere e scrivere sulle sembianze di Maometto.
Nel suo hilye, Hakani menziona il seguente hadith, che attribuisce ad Ali: Poco tempo prima della morte di Maometto, quando sua figlia Fatima, piangente, gli disse: "Ya Rasul-Allah, non sarò in grado di vedere più la tua faccia!" Maometto ordinò: "Ya Ali, descrivi il mio aspetto, perché vedere le mie qualità è come vedere me stesso". L'origine di questo hadith non è nota. Sebbene probabilmente apocrifo, ha avuto un effetto fondamentale sullo sviluppo del genere hilye. Questo hadith è stato ripetuto dalla maggior parte degli altri scrittori hilye.
Hakani propone un altro hadith, anch'esso attribuito ad Ali. Si dice che questo hadith di origine sconosciuta fosse in circolazione dal IX secolo ma non si trova nelle affidabili raccolte di hadith. Ripetuto in altri hilye dopo quello di Hakani, questo hadith è stato influente nella creazione del genere:
(Hadith attribuito ad Ali)
L'hilye di Hakani include la storia di un pover'uomo giunto alla presenza del califfo abbaside Hārūn al-Rashīd al quale presentò un pezzo di carta su cui era scritto l'hilye di Maometto. Al-Rashid fu così felice di vederlo che rivalutò il derviscio e lo premiò con tanti gioielli. Di notte, vide Maometto in sogno, che gli disse "hai ricevuto e onorato questo pover'uomo, quindi ti renderò felice. Dio mi ha dato la buona notizia che chiunque guardi il mio hilye e se ne rallegra, se lo preme sul petto e lo protegge come la sua vita, il giorno del giudizio sarà protetto dal fuoco infernale; non soffrirà né in questo mondo né nell'altro. Sarai degno della visione del mio volto, e ancora di più, delle mie luci sante."
È diventato consuetudine per gli altri autori di hilye, che hanno seguito Hakani, di menzionare nell'introduzione del loro hilye (chiamato havas-i hilye) l'hadith nel quale vedere Maometto nel proprio sogno è lo stesso di vederlo di presenza. La storia di Harun Al-Rashid è stata menzionata spesso anche da altri autori. Questi elementi dell'hilye di Hakani hanno determinato la convinzione che leggere e scrivere hilye protegga la persona da tutti i problemi, in questo mondo e in quello successivo.